# Лабропсисы
Лабропсисы (лат. Labropsis) — род лучепёрых рыб семейства губановых. Распространены в Индийском и Тихом океанах. Максимальная длина тела представителей разных видов варьирует от 8 до 13 см. Все представители рода являются последовательными протогиническими гермафродитами. Все особи рождаются самками и только в течение жизненного цикла становятся самцами. Взрослые особи, по-видимому, питаются в основном коралловыми полипами. Молодь была замечена за чисткой других рифовых рыб.

## Виды
В состав рода включают 6 видов:
- Labropsis alleni Randall, 1981
- Labropsis australis Randall, 1981
- Labropsis manabei Schmidt, 1931 — Бордовый лабропсис typus
- Labropsis micronesica Randall, 1981
- Labropsis polynesica Randall, 1981
- Labropsis xanthonota Randall, 1981